# Stachyris thoracica
Stachyris thoracica е вид птица от семейство Timaliidae.

## Разпространение
Видът е разпространен в Индонезия.